# Hawa Mahal
El Hawa Mahal (en español: 'Palacio de los vientos') es un palacio de la ciudad de Jaipur en la India. El palacio fue construido en el año 1799 por el marajá Sawai Pratap Singh (1764-1803) y fue diseñado por Lal Chand Usta. Forma parte del Palacio de Jaipur. Servía como extensión de la zenana o cámara de las mujeres destinada al harén. La función original del edificio era la de permitir a las mujeres reales observar la vida cotidiana de las calles de la ciudad sin ser vistas.

## Descripción

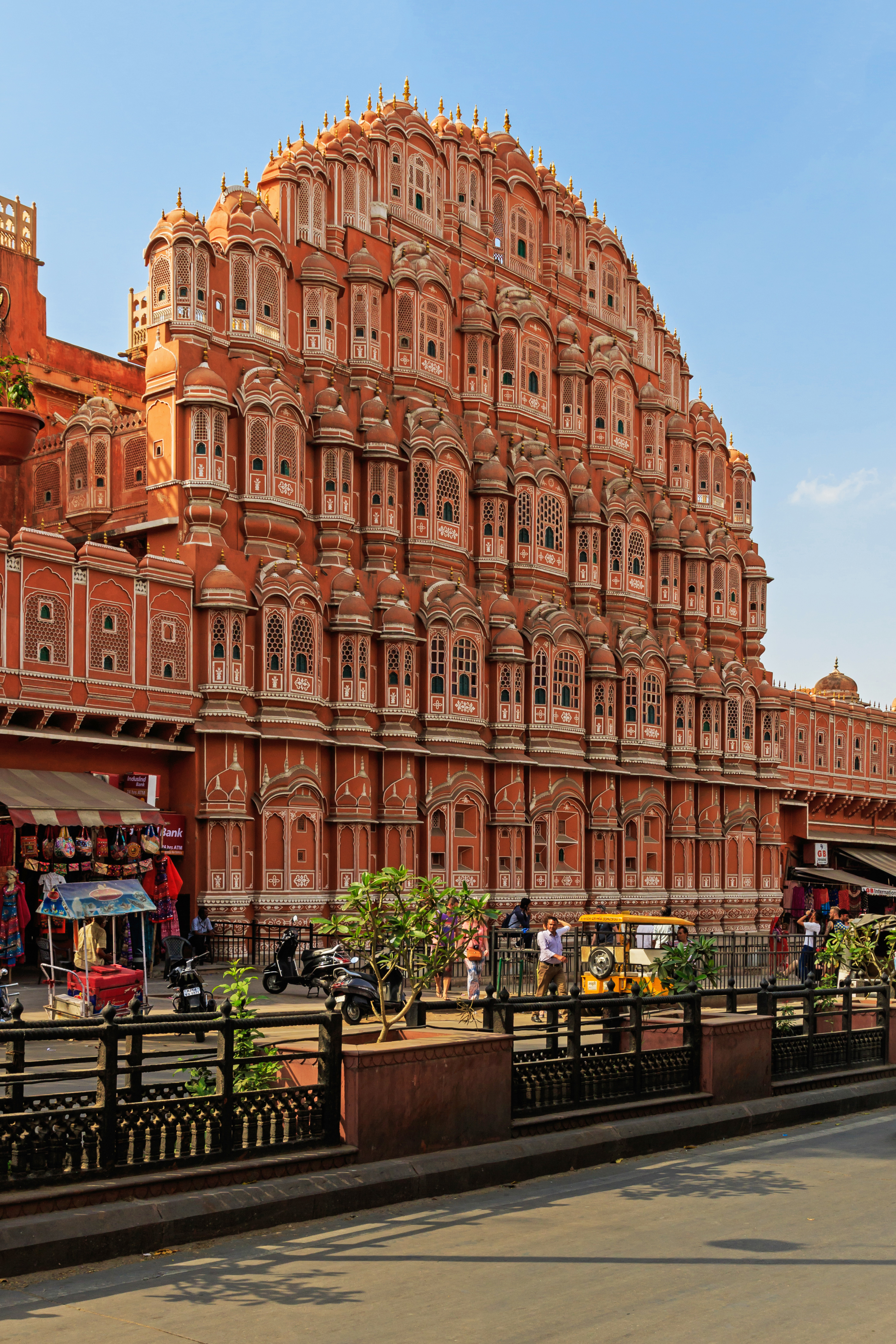
El Hawa Mahal en Jaipur.

El palacio tiene cinco pisos, los dos superiores un poco más estrechos, lo que le confiere una cierta forma piramidal. Está construido en arenisca roja y rosa, con incrustaciones realizadas en óxido de calcio. La fachada que da a la calle tiene un total de 953 pequeñas ventanas. El viento que circulaba a través de ellas le dio nombre al palacio. Este viento es el que permitía que el recinto se mantuviera fresco incluso en verano.
El Hawa Mahal no está rodeado de jardines como suele ser habitual en los palacios indios sino que se encuentra en el centro de una de las principales calles de la ciudad. La estructura exterior del palacio recuerda a la cola de un pavo real, animal de gran simbolismo en la India. No hay escaleras que lleven a los pisos superiores, a los que se accede mediante rampas. Está considerado como el máximo exponente de la arquitectura rajput. Aunque en la actualidad se conserva poco más que la fachada, el palacio se ha convertido en el símbolo de la ciudad de Jaipur.

## Arquitectura

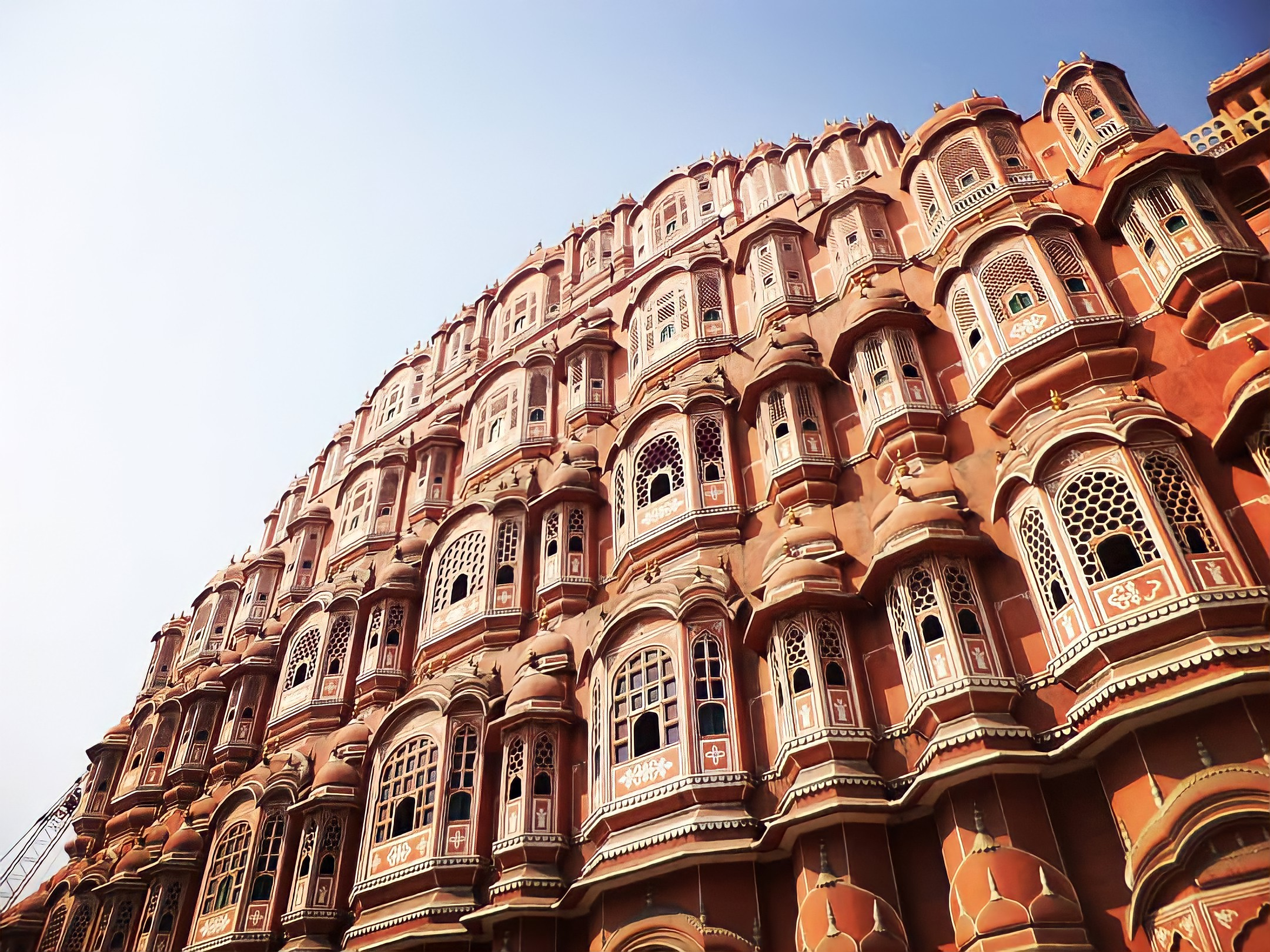
Detalles del Hawa mahal.

Este palacio es un monumento de cinco pisos de forma piramidal que se eleva a unos 15,2 metros (49,9 pies).  Los tres últimos pisos de la estructura tienen la anchura de una sola habitación, mientras que el primero y el segundo tienen patios delante.  El alzado frontal, visto desde la calle, es como un panal con pequeños ojos de buey.  Cada ojo de buey tiene ventanas en miniatura y rejillas, remates y cúpulas de arenisca tallada.  Da la apariencia de una masa de bahías semioctogonales, lo que confiere al monumento su singular fachada.  La cara interior de la parte posterior del edificio está formada por cámaras construidas con pilares y pasillos con una mínima ornamentación, y llega hasta el último piso.  El interior del palacio ha sido descrito como "con salas de mármoles de diferentes colores, relevadas por paneles con incrustaciones o dorados; mientras que las fuentes adornan el centro del patio".
Lal Chand Usta fue el arquitecto.  Construido en piedra arenisca de color rojo y rosa, en consonancia con la decoración de los demás monumentos de la ciudad, su color es un testimonio pleno del epíteto de "Ciudad Rosa" dado a Jaipur. Su fachada, con 953 nichos con yarokhas intrincadamente talladas (algunas son de madera), contrasta con la parte trasera, de estructura  de aspecto sencillo.  Su patrimonio cultural y arquitectónico es un reflejo de la fusión de la arquitectura Rajput hindú y la arquitectura islámica. arquitectura mogol; el estilo rajput se aprecia en forma de tejadillos abovedados, pilares estriados, lotos y motivos florales, y el estilo islámico es evidente en sus incrustaciones de piedra filigrana y arcos (a diferencia de su similitud con el Panch Mahal (Fatehpur Sikri).
La entrada al Hawa Mahal desde el lado del palacio de la ciudad se realiza a través de una puerta imperial. Se abre a un gran patio, que tiene edificios de dos pisos en tres lados, con el Hawa Mahal encerrándolo en el lado este. En este patio también se encuentra un museo arqueológico.
Hawa Mahal también era conocido como la obra maestra (chef-d'œuvre) del maharajá Jai Singh, ya que era su lugar de vacaciones favorito, por la elegancia y el interior empotrado del Mahal. El efecto refrescante en las cámaras, proporcionado por la brisa que pasaba a través de las pequeñas ventanas de la fachada, se veía potenciado por las fuentes dispuestas en el centro de cada una de las cámaras.
A los dos últimos pisos del Hawa Mahal se accede únicamente a través de rampas. El mantenimiento del Mahal corre a cargo del departamento arqueológico del Gobierno de Rajastán.
Mucha gente de otros países viajan a la India y hacen el viaje Triángulo de oro Tour que cubre 3 ciudades, Delhi-Agra-Jaipur que incluye la visita de este lugar.

## Simbología
El marajá Sawai Pratap Singh era un devoto de Krishna, por lo que la apariencia general del Hawa Mahal recuerda a la corona enjoyada del dios hindú. Los innumerables techos pequeños y los segmentos del techo del edificio están coronados por muchas kalashas doradas, un antiguo símbolo de buena suerte en el hinduismo.